# Comuna Radovan, Dolj
Radovan este o comună în județul Dolj, Oltenia, România, formată din satele Fântânele, Radovan (reședința) și Târnava.
Comuna Radovan este situată în județul Dolj, regiunea Oltenia, în zona de sud-vest a României. Conform recensămîntului din 2011, localitatea Radovan are o populație de 1360 de locuitori, din care 1200 de naționalitate română și 160 de etnie romă. Comuna Radovan are în componență 3 sate, Radovan, Târnava și Fântânele. Până în 2004, din componența comunei a făcut parte și satul Întorsura, care a devenit ulterior comună de sine-stătătoare.
Situare geografică
Este situată pe DN 56 Craiova-Calafat, la 26 kilometri distanță de Craiova, reședința județului Dolj, 84 km de Calafat și 14 kilometri de Segarcea. Se învecinează cu comunele Podari (est), Vîrvoru de Jos (nord), Perișor (vest), Întorsura și Lipov (sud). Coordonatele geografice pentru Radovan sunt de 44°17′ latitudine nordică și de 23°62′ longitudine estică. Localitatea este situată la o altitudine de 85 m (centrul comunei), iar suprafața totală este de 53,48 km pătrați.
Obiective turistice
Principalul obiectiv turistic al comunei Radovan este lacul Fântânele, un lac natural ce se întinde pe 360 hectare, situat la 3 km nord de localitate. În prezent este folosit pentru pescuit, însă în trecut a existat un proiect de a crea o stațiune de agrement, cu case de vacanță, plaje, pistă pentru sporturi nautice, abandonat însă. 
Biserica Târnava, monument istoric din 1672
Un alt obiectiv turistic este Biserica Tîrnava, monument istoric inclus în patrimoniul național de arhitectură religioasă, construită în anul 1672, pe locul vechiului schit Tîrnăvița. Pe zidurile bisericii se păstrează încă picturile originale. Biserica de lemn din satul Fântânele a fost construită de haiduci și este, de asemenea, monument istoric. 
De asemenea, pe teritoriul comunei de găsește rezervația turistică Valea Rea-Radovan, întinsă pe 20 de hectare, o rezervație cu caracter biologic. De fapt, acolo se află pășunea comunei, care este, de asemenea, protejată pentru flora bogată și unică a zonei.
Istoric: Radovan se trage de la Radu și Ivan
Comuna Radovan a fost atestată documentar în anul 1598, pe vremea domniei lui Mihai Viteazu. Legenda locală spune că numele localității provine de la doi ciobani, Radu și Ivan, care s-au stabilit cu turmele de oi pe aceste plaiuri. Lîngă sediul vechii primării se află un monument ridicat în memoria eroilor căzuți în cele două războaie mondiale. De asemenea, în curtea bisericii din Radovan se află un spațiu rezervat eroilor satului.
Pe teritoriul comunei se află o școală generală (cu două sedii, pentru clasele I-IV și V-VIII), grădiniță, bibliotecă, dispensar sanitar, oficiu poștal, dispensar sanitar, poliție comunală, 3 cămine culturale, stadion. Codul poștal al localității este 207485. 
Sportul în localitate este reprezentat de echipa de fotbal Voința Radovan, care activează în Liga a V-a Dolj. Echipa își dispută meciurile pe stadionul Comunal, care dispune de unul dintre cele mai bune terenuri de joc din județ.
Pensiune Turistică pe lacul Fîntînele
Singura unitate de cazare este Pensiunea Turistică Fîntînele, situată pe malul lacului omonim. Este cotată la 4 margarete și dispune de camere de dormit, restaurant, bar, terasă și ponton pe malul lacului.
Principala ocupație a localnicilor este agricultura și creșterea animalelor. Pe vremuri, localitatea era celebră pentru căpșunile cultivate aici. Tradiția s-a pierdut însă, doar cîțiva localnici continuînd să cultive căpșuni. 
Fantoma Miresei din Radovan
În ultimii ani, localitatea a devenit celebră pentru fantona Mireasa din Radovan. În pădurea satului, situată la 3 km de localitate, pe drumul spre Craiova, se află o fîntînă unde, cu peste 60 de ani în urmă, s-a spînzurat o tînără. Fata, gonită din Moldova de sărăcie, ar fi venit să caute de muncă în sat la un chiabur, care a profitat de ea și a lăsat-o gravidă. De rușine, fata s-a spînzurat îmbrăcat în rochie de mireasă. Uneori, fantoma miresei apare instantaneu în fața mașinilor care circulă pe drumul din pădure, iar șoferii își pierd controlul și produc accidente de circulație. Poveștile localniclor despre fantoma Miresei din Radovan sunt impresionante, destui fiind cei care au văzut năluca miresei prin pădure.  
Expoziția de cai de la Zilele Radovanului

Actualul primar al comunei Radovan este Aurică Cîrstianu (PNL), care a cîștigat un nou mandat la 
alegerile din 10 iunie 2012. Viceprimar este ing. Gheorghe Țolea. În fiecare an, pe 1 iunie, se organizează Zilele Radovanului, o manifestare la care se adună întreaga suflare a satului. Spectacole de muzică populară, concursuri sportive, expoziția tradițională de cai de rasă sunt cîteva din acțiunile promovate cu prilejul zilelor comunei. 
În urmă cu cîțiva ani, Consiliul Local a editat un ziar cu distribuție lunară gratuită, Informația Radovanului. În prezent, singurele informații despre viața comunei se găsesc pe site-ul primăriei(www.primariaradovan.ro Arhivat în 3 iulie 2009, la Wayback Machine.) și pe blogul Radovan News www.radovan1.blogspot.com.
În toamna anului 2012, în centrul localității se va inaugura noul sediu al Primăriei.  O clădire modernă și spațioasă, care va oferi condiții bune de desfășurare a activității comunității locale. Printre obiectivele Primăriei se numără alimentarea cu apă și canalizarea comunei Radovan, asfaltarea drumurilor comunale spre Fântânele și Târnava.

## Demografie
Componența etnică a comunei Radovan
     Români (70,78%)
     Romi (13,83%)
     Alte etnii (15,39%)
Componența confesională a comunei Radovan
     Ortodocși (83,39%)
     Alte religii (1,3%)
     Necunoscută (15,3%)
Conform recensământului efectuat în 2021, populația comunei Radovan se ridică la 1.150 de locuitori, în scădere față de recensământul anterior din 2011, când fuseseră înregistrați 1.432 de locuitori. Majoritatea locuitorilor sunt români (70,78%), cu o minoritate de romi (13,83%). Din punct de vedere confesional, majoritatea locuitorilor sunt ortodocși (83,39%), iar pentru 15,3% nu se cunoaște apartenența confesională.

## Politică și administrație
Comuna Radovan este administrată de un primar și un consiliu local compus din 9 consilieri. Primarul, Ileana-Figela Petrescu[*], de la Partidul Social Democrat, este în funcție din 1 noiembrie 2024. Începând cu alegerile locale din 2024, consiliul local are următoarea componență pe partide politice:
|  | Partid                          | Consilieri | Componența Consiliului | Componența Consiliului | Componența Consiliului | Componența Consiliului | Componența Consiliului |
|  | ------------------------------- | ---------- | ---------------------- | ---------------------- | ---------------------- | ---------------------- | ---------------------- |
|  | Partidul Social Democrat        | 5          |                        |                        |                        |                        |                        |
|  | Partidul Național Liberal       | 3          |                        |                        |                        |                        |                        |
|  | Alianța pentru Unirea Românilor | 1          |                        |                        |                        |                        |                        |

## Legături externe
siteul Primariei Radovan - http://www.primariaradovan.ro Arhivat în 3 iulie 2009, la Wayback Machine.
Radovan News - blogul satului - http://www.radovan1.blogspot.com
Mireasa din Radovan - http://alexisphoenix.org/radovan.php Arhivat în 16 august 2018, la Wayback Machine.